# Maggie Moore(s)
Maggie Moore(s) (en España, Las Maggie Moore(s); en México, ¿Quién mató a las Maggie Moore's?) es una película de comedia negra estadounidense de 2023 dirigida por John Slattery y escrita por Paul Bernbaum. Está protagonizada por Jon Hamm, Nick Mohammed y Tina Fey.

## Sinopsis
Jay Moore, el descuidado gerente de una tienda de sándwiches en Buckland, Nuevo México, se ha visto involucrado en algunas cosas turbias. Cuando su esposa se entera y amenaza con acudir a la policía, él siente que no tiene más remedio que contratar a un sicario. El hecho está hecho, pero el jefe de policía Jordan Sanders, naturalmente, sospecha de él. Para desviar sospechas, vuelve a contratar al sicario para que mate a otra mujer con el mismo nombre, con la esperanza de que la policía piense que el asesinato de su esposa fue un caso de error de identidad. Y entonces las cosas empiezan a salirse de control.

## Reparto
- Jon Hamm como Jordan Sanders
- Tina Fey como Rita Grace
- Micah Stock como Jay Moore
- Nick Mohammed como Diputado Reddy
- Happy Anderson como Kosco
- Mary Holland como Maggie Lee
- Nicholas Azarian como Greg
- Louisa Krause como Maggie Moore
- Derek Basco como Tommy T
- Christopher Denham como Andy Moore
- Tate Ellington como Duane Rich
- Bobbi Kitten como Cassie Novak

## Producción
John Slattery dirigió la película a partir de un guion de Paul Bernbaum. Slattery produjo con Vincent Newman, Ross Kohn, Nancy Leopardi, Dan Reardon y Santosh Govindaraju. Screen Media adquirió los derechos de distribución en Norteamérica en febrero de 2023.

### Casting
Jon Hamm y Tina Fey se unieron al elenco en febrero de 2021. En septiembre de ese año , Nick Mohammed se unió al elenco como un oficial de policía inteligente, pero inseguro, y Micah Stock se unió en un papel secundario.

### Rodaje
La fotografía principal tuvo lugar en Albuquerque, Nuevo México y sus alrededores, en octubre de 2021, y el rodaje duró hasta noviembre de 2021.

## Estreno
La película tuvo su estreno mundial en el Festival de Cine de Tribeca en junio de 2023. Se estrenó en cines el 16 de junio de 2023.